# Bad Homburger Schlosskonzerte
Die Bad Homburger Schlosskonzerte ist eine Konzertreihe im Schloss Bad Homburg.

## Geschichte
Nachdem die vom damaligen Kuratorium Bad Homburger Schlosskirche (heute Kuratorium Bad Homburger Schloss) veranstaltete Konzertreihe Bad Homburger Schlosskonzerte 1995 eingestellt worden war, initiierte der Kulturmanager Karl-Werner Joerg im Jahr 2000 eine neue Reihe der Schlosskonzerte. Joerg ist seither deren künstlerischer und organisatorischer Leiter und zudem Vorstandsvorsitzender der Stiftung Bad Homburger Schlosskonzerte.
In jeder Saison gastiert ein „Orchestra in residence“. Als solches wurden jeweils Kammerorchester engagiert wie zum Beispiel das Württembergische Kammerorchester Heilbronn oder das Südwestdeutsche Kammerorchester Pforzheim. Die Leitung der Orchesterkonzerte übernahm in den ersten Jahren der Preisträger des von 2000 bis 2005 ausgetragenen Bad Homburger Dirigentenbewerbs. Seit 2006 werden die Orchesterkonzerte in der Regel von den Sonderpreisträgern des Deutschen Dirigentenpreises geleitet.
Zudem fand von 2006 bis 2016 alle zwei Jahre das gemeinsam mit dem Geiger Christian Tetzlaff begründete Bad Homburger Kammermusikfest zur Förderung junger begabter Instrumentalisten statt. Im Jahr 2011 wurde eine Konzertreihe für Kinder im Grundschulalter installiert, seit 2012 ergänzt die Konzertreihe „Meisterpianisten“ das Programm der Schlosskonzerte.
Neben den jungen Künstlern treten außerdem etablierte Instrumentalisten und Sänger in der Konzertreihe auf, bisher zum Beispiel Christian Tetzlaff, Lars Vogt, Michala Petri, Babette Haag, Nils Mönkemeyer, Linus Roth, Ariel Zuckermann, Katarzyna Myćka, Shirley Brill, Tanja Becker-Bender, Christian Lampert, Christian Elsner und Matthias Kirschnereit.
Die Programme der Schlosskonzerte beinhalten verschiedene musikalische Stilrichtungen vom Barock bis hin zu zeitgenössischer Musik. Es wurden bei den Schlosskonzerte auch eigens geschaffene Kompositionen oder Bearbeitungen aufgeführt.